# Ministre de l'Emploi des femmes (Écosse)
 (février 2016).
Si vous disposez d'ouvrages ou d'articles de référence ou si vous connaissez des sites web de qualité traitant du thème abordé ici, merci de compléter l'article en donnant les références utiles à sa vérifiabilité et en les liant à la section « Notes et références ».
La liste des ministres écossais de l'Emploi des femmes présente les ministres successifs des gouvernements écossais chargés de ce secteur.

## Liste des ministres
| Nom                                                                | Nom                                                                | Gouvernement                                                       | Début du mandat                                                    | Fin du mandat                                                      |
| Ministre de la Formation, de la Jeunesse et de l'Emploi des femmes | Ministre de la Formation, de la Jeunesse et de l'Emploi des femmes | Ministre de la Formation, de la Jeunesse et de l'Emploi des femmes | Ministre de la Formation, de la Jeunesse et de l'Emploi des femmes | Ministre de la Formation, de la Jeunesse et de l'Emploi des femmes |
| ------------------------------------------------------------------ | ------------------------------------------------------------------ | ------------------------------------------------------------------ | ------------------------------------------------------------------ | ------------------------------------------------------------------ |
|                                                                    | Angela Constance                                                   | Salmond II                                                         | 22 avril 2014                                                      | 19 novembre 2014                                                   |